# David Klímek
David Klímek (* 11. September 1992 in Vsetín, Tschechoslowakei) ist ein tschechischer Eishockeyspieler.

## Spielerkarriere
Ab 2007 spielte David Klímek als A-Jugendlicher bei dem Eishockeyklub Vsetínská hokejová, seit 2008 Valašský hokejový klub (kurz VHK Vsetín). Im Jahr 2011 wechselte er zu der Mannschaft des HC Vítkovice Steel, der der höchsten Spielklasse Tschechiens, der O2 Extraliga angehört.
In der Wintersaison 2013/14 spielte David Klímek bei den Chiefs aus Fort Saskatchewan, einem Eishockeyklub der Chinook Hockey League in Kanada, mit.
Ab Oktober 2014 stand er unter Vertrag beim HK 36 Skalica aus Skalica, der der höchsten slowakischen Eishockeyklasse, der Extraliga angehört.
Seit 2016 spielt David Klímek in Épinal beim Image Club d’Épinal, einem Eishockeyklub der französischen Ligue Magnus.